# Communauté de communes Moyaux Porte du Pays d'Auge
La communauté de communes Moyaux Porte du Pays d'Auge est une ancienne communauté de communes française, située dans le département du Calvados.

## Historique
La communauté de communes est créée le 7 juillet 1993 sous le nom de communauté de communes du Plateau de Moyaux, groupant les communes de Fumichon, Moyaux, Le Pin et Ouilly-du-Houley. En 1996, les communes de Firfol et L'Hôtellerie se joignent à la communauté qui s'étend à nouveau en 1997 aux territoires de Fauguernon et Marolles. La dernière commune à adhérer au groupement est Cordebugle en 2002.
Elle est dissoute le 1er janvier 2013, jour de son intégration à la communauté de communes Lisieux cœur pays d'Auge, fusionnant avec la communauté de communes Lisieux Pays d'Auge.

## Composition
Elle était composée des neuf communes suivantes, toutes du canton de Lisieux-1 : 
1. Cordebugle
2. Fauguernon
3. Firfol
4. Fumichon
5. L'Hôtellerie
6. Marolles
7. Moyaux
8. Ouilly-du-Houley
9. Le Pin

## Compétences
- Aménagement de l'espace
  - Organisation des transports non urbains (à titre facultatif)
  - Schéma de cohérence territoriale (SCOT) (à titre obligatoire)
  - Schéma de secteur (à titre obligatoire)
- Développement et aménagement économique
  - Création, aménagement, entretien et gestion de zone d'activités industrielle, commerciale, tertiaire, artisanale ou touristique (à titre obligatoire)
  - Tourisme (à titre obligatoire)
- Développement et aménagement social et culturel
  - Activités périscolaires (à titre facultatif)
  - Activités sportives (à titre facultatif)
  - Établissements scolaires (à titre optionnel)
- Environnement
  - Assainissement non collectif (à titre facultatif)
  - Protection et mise en valeur de l'environnement (à titre optionnel)
- Voirie - Création, aménagement, entretien de la voirie (à titre optionnel)

## Administration
| Période       | Période       | Identité           | Étiquette | Qualité         |
| ------------- | ------------- | ------------------ | --------- | --------------- |
| 1993          | août 1995     | Charles Dubreuil   |           |                 |
| août 1995     | décembre 2002 | Christian Fougeray |           |                 |
| décembre 2002 | décembre 2012 | Michel Tesson      |           | Maire de Moyaux |